# Greg Rice
Joseph Gregory (Greg) Rice Jr. (* 3. Januar 1916 in Deer Lodge, Montana; † 19. Mai 1991 in Hackensack, New Jersey) war ein amerikanischer Langstreckenläufer. 1940 wurde er mit dem James E. Sullivan Award als bester amerikanischer Amateursportler ausgezeichnet.

## Leben
Seine Eltern zogen kurz nach seiner Geburt nach Missoula, Montana, um, wo er die örtliche Highschool besuchte. Hier wurde er drei Jahre hintereinander Highschool-Meister des Staates Montana über die 880 Yards und die Meile. Er bekam daraufhin ein Stipendium der katholischen University of Notre Dame, wo er 1937 und 1939 die NCAA-Meisterschaft über 2 Meilen gewann und 1939 mit dem B.A.-Examen in Betriebswirtschaft abschloss. Nach dem Examen ging er nach New York City, wo er für den New York Athletic Club startete. 1940 lief er Amerikanische Rekorde über 2 und über 3 Meilen, wurde Amerikanischer Meister über 5000 m und schlug den Finnischen Meister Taisto Mäki. Für diese Erfolge bekam er den James E. Sullivan Award. Zwischen 1939 und 1943 wurde er 5 mal Amerikanischer Meister (Halle und im Freien). Er gewann 65 Rennen in Folge. Er stellte insgesamt acht Weltrekorde auf den Langstrecken auf. Da die Olympischen Spiele 1940 ausfielen, kam er um eine Medaillenchance. 1943 musste er wie viele seiner Generation die sportliche Karriere beenden, da er freiwillig zum United States Maritime Service ging, um nicht eingezogen zu werden. Nach dem Krieg arbeitete er als Buchhalter einer Spielzeugfabrik, blieb aber als Kampfrichter der Leichtathletik verbunden. 1984 ging er in den Ruhestand.